# 新奥尔良棉花交易所
《新奥尔良棉花交易所》（法語：Le Bureau de coton à La Nouvelle-Orléans）是法国画家埃德加·德加创作于1873年的一幅油画。现藏于法国波城美术馆。